# Lâm Doãn
Phí Hà, thường được biết đến với nghệ danh Lâm Doãn (tiếng Trung: 林允, bính âm: Lín Yǔn, sinh ngày 16 tháng 4 năm 1996), là một nữ diễn viên người Trung Quốc. Năm 2014, cô có cơ hội tham gia vai chính, nàng tiên cá San San trong phim điện ảnh Mỹ nhân ngư của đạo diễn Châu Tinh Trì khi mới 18 tuổi và trở nên nổi tiếng.

## Tiểu sử
Lâm Doãn sinh ra tại Hồ Châu, tỉnh Chiết Giang với tên khai sinh là Phí Hà (费霞) trong một gia đình có bố là công nhân khuân vác còn mẹ là nội trợ. Lâm Doãn theo học trường trung học số 12 ở thành phố Hồ Châu. Do cô đã tập múa từ nhỏ nên cô nổi tiếng là cao ráo, xinh đẹp và còn là trụ cột về sân khấu văn nghệ trong lớp. Sau đó, cô theo học nghệ thuật tại Trường Cao đẳng Văn hóa và Nghệ thuật Hà Trạch chi nhánh Bắc Kinh, và hiện đã nghỉ học. Năm 2013, cô ký hợp đồng với Bona Starry Sky Culture và trở thành người mẫu. Thỉnh thoảng, đại diện người mẫu cũng sẽ giới thiệu cô tham gia một số phim ngắn như video quảng cáo. Vào tháng 8 năm 2014, buổi thử giọng cho bộ phim Mỹ nhân ngư đã được khởi động. Sau khi vượt qua 120.000 ứng viên trong buổi thử giọng, cuối cùng, Lâm Doãn, người không có kinh nghiệm đóng phim trước đó, đã giành được vai diễn.

## Sự nghiệp
Năm 18 tuổi, cô đóng vai nhân vật nữ chính trong bộ phim khoa học viễn tưởng tình yêu hiện đại Mỹ nhân ngư của đạo diễn Châu Tinh Trì, chính thức bước vào giới showbiz. Mỹ nhân ngư là bộ phim có doanh thu cao nhất ở Trung Quốc thời điểm đó và đưa cô trở nên nổi tiếng. Lâm Doãn cũng đóng vai chính trong một bộ phim khác của Châu Tinh Trì, Tây du ký: Mối tình ngoại truyện 2 (2017), nơi cô đóng vai Bạch Cốt Tinh. Cô cũng được chọn tham gia bộ phim hài lãng mạn The Dreaming Man do Disney sản xuất, cũng như sử thi lịch sử Thành Cát Tư Hãn. Năm 2018, Lâm Doãn đóng vai chính trong bộ phim truyền hình đầu tiên Đấu phá thương khung, thể loại võ hiệp giả tưởng dựa trên tiểu thuyết cùng tên. Cô cũng tham gia bộ phim Hoa bỉ ngạn, bộ phim tình cảm lãng mạn dựa trên tiểu thuyết cùng tên của An Ni Bảo Bối.  Năm 2019, Lâm Doãn đóng trong bộ phim lãng mạn Nụ hôn đầu, một phiên bản làm lại của loạt phim cùng tên của Đài Loan. Cô cũng đóng lại vai diễn San San của mình trong phần thứ hai của bộ phim Mỹ nhân ngư. 

## Danh sách phim

### Phim điện ảnh
| Năm  | Tựa đề                             | Vai              | Bạn diễn                               | Ghi chú   |
| 2016 | Mỹ nhân ngư                        | San San          | Đặng Siêu, La Chí Tường, Trương Vũ Kỳ  | Vai chính |
| 2016 | Tước Tích                          | Thiên Thúc U Hoa |                                        | Vai chính |
| 2017 | Tây du ký: Mối tình ngoại truyện 2 | Tiểu Thiện       | Ngô Diệc Phàm, Lâm Canh Tân, Diêu Thần | Vai phụ   |
| 2017 | Giá như vương tử thụy trứ liễu     | Vương Tiểu Hoà   | Trần Bách Lâm                          | Vai chính |
| 2018 | Chiến thần ký                      | Bột Nhi Thiếp    | Trần Vỹ Đình                           | Vai chính |
| 2019 | Nụ hôn đầu                         | Nguyên Tương Cầm | Vương Đại Lục                          | Vai chính |
| 2020 | Tước Tích 2: Lãnh huyết cuồng yến  | Thiên Thúc U Hoa |                                        | Vai chính |
| TBA  | Mỹ nhân ngư 2                      | San San          | Ngải Luân                              | Vai chính |

### Phim truyền hình
| Năm  | Tựa đề                   | Vai                        | Bạn diễn                | Ghi chú       |
| 2018 | Đấu phá thương khung     | Tiêu Huân Nhi/ Cổ Huân Nhi | Ngô Lỗi                 | Vai chính     |
| 2020 | Ốc sên và chim vàng oanh | Phương Tiểu Oa             | Trương Tân Thành        | Vai chính     |
| 2020 | Bỉ ngạn hoa              | Kiều Mạn                   | Tống Uy Long            | Vai chính     |
| 2022 | Câu Chuyện Của Thời Gian | Trần Nhất Đóa              | Cao Chí Đình            | Vai chính     |
| 2022 | Mộng Hoa Lục             | Tống Dẫn Chương            | Lưu Diệc Phi, Liễu Nham | Vai thứ chính |
| 2023 | Nạn nhân không hoàn hảo  | Triệu Tầm                  | Châu Tấn, Lưu Dịch Quân | Vai chính     |
| TBA  | Thuỷ Long Ngâm           | A Thuỳ                     | La Vân Hi               | Vai chính     |

## Chương trình truyền hình
- 2016: Vương bài đối vương bài (王牌對王牌) tập 11
- 2016: 24 giờ tập 9, 10
- 2016: Running Brothers (奔跑吧兄弟), tập 2 mùa 4
- 2016: Toàn viên gia tốc (全员加速中), mùa 2
- 2020: Khuê nữ nhà tôi mùa hai. Chương trình này đã chia sẻ những góc khuất thật về cách sống cũng như tính cách của Lâm Doãn